# Bureau of Construction and Repair
O Bureau of Construction and Repair foi um sub-departamento da Marinha dos Estados Unidos ao longo da Grande Depressão e da Segunda Guerra Mundial.